# .gl
.gl — в Інтернеті, національний домен верхнього рівня (ccTLD) для Гренландії.

## Домени 2-го та 3-го рівнів
В цьому національному домені нараховується близько 960,000 вебсторінок (станом на січень 2007 року).
У наш час використовуються та приймають реєстрації доменів 3-го рівня такі доменні суфікси (відповідно, існують такі домени 2-го рівня):
| Суфікс | Регламентовані користувачі |
| .it.gl | Міжнародні організації     |